# 伊蘇IV
「伊苏IV」是日本Falcom公司动作角色扮演游戏系列伊苏第四代一系列游戏的统称。游戏事件接着《伊苏》和《伊苏II》之后，主要情节發生在「塞爾塞塔」。
此代Falcom只提供故事原案，將開發授權給Hudson與Tonkin House兩間公司。分別開發出了《伊蘇的黎明》以及《太陽的假面》兩種版本。然而兩間公司的世界設定與故事，與伊蘇系列的原設定皆有所衝突。2012年Falcom自行開發了《塞爾塞塔的樹海》作為四代的官方正式版本。

## 登場人物
※以最新版《塞爾塞塔的樹海》為準。
- 亞特鲁·克里斯汀（Adol Christin，聲優：梶裕貴）

紅髮少年，伊蘇本篇系列的主角。
本作在塞爾塞塔的樹海中失去了部分記憶，為了找回記憶再次與夥伴重回樹海探險。
- 卡娜（Carna，聲優：石原夏織）

開朗活潑的少女，與部落可莫特共同生活在樹海的女獵人
雖然是女兒身，不過因為樹海嚴苛環境，以獵人和戰士來說有著一流的身手而備受部落族人肯定。
有一個弟弟，所以也有著喜歡照顧人的一面。
武器為投擲用匕首，擅於飛刀術，在樹海少有野獸能躲過她的攻擊。
- 杜連（Dulen，聲優：平田廣明）

本作與與亞特魯一起行動的青年，凱斯南的情報販子。
在亞特魯失去記憶前於凱斯南酒館認識，個性不喜歡被拘束又怕麻煩，其實是對有困難的人無法袖手旁觀的類型。隨後為了幫助亞特魯找回記憶而再次前往樹海。
- 康莉莉卡（Canlilica，聲優：小倉唯）

仰慕著麗莎的嬌小女孩，使徒的候補生。
雖然如同孩子般好奇心旺盛，不過她思路卻很有條理。
與麗莎自小一起長大，情同姊妹，一心想成為能幫助她的助力。
武器為單手槌，為以特殊技術製成的魔法用品，能用來發射帶有電力的能量彈。
- 麗莎（Riesa，聲優：白鳥由里）

居住在海蘭德的少女，侍奉艾迪爾的使徒之一。
平時很溫柔,但也有著為了守護重要事物而絕不妥協的堅定意志。
- 歐茲瑪（Ozma，聲優：浪川大輔）

樹海中的水上村落-賽爾雷中，專為培育「聖獸斯怕達」的一族之倖存者。
身兼村落的負責人，認真熱心的態度受到村民們的讚賞。
自知年輕且不成熟，因此時常都採取冷靜的行動。但遇到了有關於雙親跟一族的事情時，也會有十分激動而忘我的一面。
- 芙瑞妲（Frida，聲優：甲斐田裕子）

達南的女戰士，同時負責傳承歷史與文化工作。
使用斧槍來戰鬥，夥伴是和人造妖精「妮娜」。
性格穩重又溫和，有著知性氣息和不可思議的包容力。
- 妮娜（聲優：鹿野優以）

與芙瑞妲搭檔，多嘴又愛管閒事的人造妖精。
經常因為話講得太過頭而被芙瑞妲用釘子釘住。似乎是以無法違背芙瑞妲的話所創造出來的。
- 賈迪斯（Gadis，聲優：玄田哲章）

自稱是「馴獸師」的壯漢。
有著異於常人的怪力，是個言行舉止脫離常軌的人物。
- 芭蜜（Bammy，聲優：日野由利加）

妖豔的女魔道師。
似乎為了某種計畫，和賈迪斯一起在樹海中行動著。
- 葛莉賽達（グリゼルダ）

羅門帝國前來赴任的年輕女總督。
雖然才剛上任，但致力於推展塞爾塞塔附近的交通以及各種制度。
委託亞特魯繪製塞爾塞塔的樹海的地圖。
也是伊蘇8人物。
- 古路達（Gruhda，聲優：寺島拓篤）

遵從羅門帝國的命令，來到塞爾塞塔的男人。
身高不高但有著銳利的眼神。以輔佐官身分輔佐葛莉賽達總督，指揮著羅門帝國的正規軍。
對亞特魯展現友好的態度，但似乎有著其他計畫。
- 雷姆諾斯（聲優：野島健兒）

卡娜的雙胞胎弟弟。
喜歡製作工藝品及演奏豎琴，也會寫詩。目前正獨自研究賽爾賽塔此地的文化傳承與歷史。
- 班卓

達南村的長老。
從外觀看不出實際年齡為92歲，對過去的歷史以及樹海等與塞爾塞塔此地相關的知識非常熟悉。
- 雷凡斯（Refance，聲優：桐本琢也）

古塞爾塞塔王國的建國者。具有非凡的見識。
- 艾迪爾（Eldeel，聲優：田中秀幸）

獨自一人生活於樹海深處「始源之地」的塔屋上的有翼人。
亞特魯在樹海中失去記憶之前似乎與他見過面…。

## 游戏
- 伊蘇IV 太陽的假面 - 由Tonkin House開發，初版1993年11月19日發行於超级任天堂平台。
- 伊蘇IV 伊蘇的黎明 - 由Hudson開發，初版1993年12月22日發行於PC Engine與SUPER CD-ROM2平台。
- 伊蘇IV 太陽的假面 -a new theory- - 由Arc System Works所重制的新版本，初版2005年5月26日發行於PlayStaion 2平台。
- 伊蘇 塞爾塞塔的樹海 - 由Falcom自行开发的版本，初版在2012年9月27日發行於PlayStation Vita平台。